# Jean-Bernard Lévy
Pour les articles homonymes, voir Jean-Bernard Lévy (homonymie) et Lévy.
 (juillet 2022).
L'article doit être relu — et modifié si nécessaire — par des contributeurs indépendants pour apporter un regard critique aux contributions effectuées en violation des conditions d'utilisation de Wikipédia, tant sur la forme (notamment concernant le style encyclopédique, la proportionnalité) que sur le fond (la neutralité de point de vue, la qualité et l'indépendance des sources).
Jean-Bernard Lévy est un dirigeant d'entreprise français, né le 18 mars 1955 à Suresnes.
Président du directoire de Vivendi de 2005 à 2012, il est ensuite président-directeur général de Thales du 20 décembre 2012 au 26 novembre 2014. Le 26 novembre 2014, il est nommé président-directeur général du groupe Électricité de France, poste qu'il occupe jusqu'en septembre 2022.

## Biographie

### Famille et formation
Sa famille est originaire de Lorraine Jean-Bernard Lévy est né du mariage de Claude Lévy, médecin, et de Monique Herzog, professeur agrégé. Ses grands-parents paternels étaient dentistes. Son arrière-grand-père, Charles Levy, est le fondateur des établissements Charles Levy.
Après des études au lycée Pasteur de Neuilly-sur-Seine, Jean-Bernard Lévy intègre en 1973 l’École polytechnique, puis l'École nationale supérieure des télécommunications,. Il fait son stage de sortie de Polytechnique à Claymont, aux États-Unis, dans un groupe sidérurgique, Phoenix Steel Corporation.
De son mariage le 15 juin 1985 avec la biologiste Odile Heidmann sont nés quatre enfants.
Il a connu François Hollande au lycée.

### Début de carrière
Jean-Bernard Lévy commence en 1979 sa carrière de fonctionnaire à France Télécom comme ingénieur à la direction opérationnelle des télécommunications d'Angers. En 1982, il intègre la Direction générale des télécommunications comme responsable de la gestion des cadres supérieurs et des budgets de personnel, puis en tant qu'adjoint au chef du service du personnel.
À la faveur de l'alternance de 1986, il est appelé au sein du cabinet de Gérard Longuet, secrétaire d'État puis ministre délégué, chargé des Postes et Télécommunications, en qualité de conseiller technique puis de conseiller pour les affaires internationales et industrielles.
En 1988, il rejoint Matra Espace, qui devient Matra Marconi Space, comme directeur des Programmes de Satellites de Télécommunication. En 1993, Gérard Longuet l'appelle pour diriger son Cabinet en tant que ministre de l'Industrie, du Commerce extérieur et des Postes et Télécommunications. Il gère alors des dossiers sensibles comme la fusion Renault-Volvo, le sauvetage de Bull, la fermeture des mines de charbon, la dérégulation des télécoms et l’attribution de la troisième licence de téléphonie mobile au consortium Bouygues.
De 1995 à 1998, il est PDG de Matra Communication (Lagardère 50 %, Nortel 50 %) tout en étant directeur à la direction générale de Lagardère.
En 1998, il rejoint Oddo et Cie comme directeur général, puis de 1999 à 2002, il dirige l'activité Corporate Finance du Groupe Oddo Pinatton et préside le Collège des Associés-Gérants de Oddo Pinatton Corporate.

### Vivendi
Nommé directeur général de Vivendi en 2002, il prend la présidence du directoire en 2005,.
Le 2 décembre 2007, alors que Vivendi annonce l’acquisition de la société californienne Activision, qui, regroupée avec Vivendi Games forme Activision Blizzard et  devient alors le numéro un mondial des jeux en ligne et pour consoles, Jean-Bernard Lévy se félicite de cet achat « qui marque une étape stratégique majeure pour Vivendi ».
En 18 mois, il mène également le rachat du bouquet satellite TPS, du label d’édition musicale BMG et de Neuf Cegetel. Il publie en 2007 les meilleurs résultats de toute l’histoire du Groupe avec 2,9 milliards d’euros de profits pour 21 milliards d’euros de chiffre d’affaires.
En novembre 2008, Jean-Bernard Lévy écrit une lettre à l’Arcep dans laquelle il imagine qu’à l’horizon 2020, l’abonnement internet « inclura de nombreux services : téléphonie mobile pour le foyer, connexion haut débit pour les ordinateurs, la télévision, les téléphones mobiles, le réfrigérateur, la voiture et l’écoute illimitée de contenus musicaux ».
Il préside Activision Blizzard de 2009 jusqu’à son départ du groupe en juin 2012. Il est également Président du Conseil de Surveillance du Groupe Canal +.
En 2009, alors que Jean-Bernard Lévy est président du directoire, Vivendi débourse 2,8 milliards d'euros pour prendre le contrôle de l’opérateur brésilien GVT, 
En mars 2012, il prend la direction de la filiale SFR à la suite du départ de Frank Esser, dans un contexte d'arrivée de Free Mobile sur le marché.

### Thales
Le 20 décembre 2012, il succède à Luc Vigneron en tant que PDG du groupe d'électronique et de défense Thales. Sa priorité, selon le PDG de Dassault, Charles Edelstenne, est alors de ramener la paix dans l'entreprise, où les syndicats et l'ancien PDG Luc Vigneron étaient en conflit depuis 2009.
En 2013, il lance le plan "Ambition 10" qui repose sur trois piliers : la croissance, l'amélioration de la compétitivité et le développement des talents. L’objectif est d’augmenter le chiffre d’affaires de 10 milliards d’euros en 10 ans en s’appuyant notamment sur les pays émergents.
Le quotidien La Tribune note que « Jean-Bernard Lévy a complètement remis en selle Thales dans le domaine des ventes », ce qui a amené une augmentation de 7 % des prises de commandes en 2013.

### EDF
Le 15 octobre 2014, le gouvernement annonce qu'il sera nommé à la présidence du groupe EDF, après avis de l'Assemblée nationale et du Sénat ainsi que de l'assemblée générale extraordinaire de EDF. Le 21 novembre, il entre au conseil d'administration d'EDF. À ce titre, il est entendu en commissions des affaires économiques de l'Assemblée nationale et du Sénat le 25 novembre 2014, puis nommé en Conseil des ministres président-directeur-général d'EDF le 26 novembre 2014. Sur sa feuille de route, Jean-Bernard Lévy a notamment pour mission d'inscrire durablement le Groupe dans la transition énergétique conformément à la loi votée  en première lecture le 14 octobre à l'Assemblée nationale.
Dès son arrivée, il décline sa vision à long terme du groupe EDF avec la « Stratégie CAP2030 ». L’objectif est alors de faire passer EDF de 28 GW de capacités renouvelables installées dans le monde à 50 GW en 2030. « Pour cela, nous pouvons encore optimiser l’utilisation du parc hydraulique existant. Nous allons aussi lancer le développement de l’éolien offshore et nous serons les premiers à mettre en service des parcs au large des côtes françaises », déclare-t-il dans une interview pour La Dépêche. En parallèle, il se déclare en faveur d’une augmentation du prix du carbone, afin d’en décourager la consommation, le but étant « de construire un mix électrique équilibré et décarboné à coût raisonnable en s’appuyant sur des technologies complémentaires ». Cap 2030 fixe également des objectifs de simplification du fonctionnement interne d’EDF, la cession d’actifs dans les énergies fossiles et la transformation numérique du groupe.
En préparation de la COP21, Jean-Bernard Lévy explique en novembre 2015 dans une interview accordée à L’Usine nouvelle qu’il engage EDF dans une « relative décentralisation ». « EDF évolue car le modèle monolithique, centralisé, n’est pas tout. Il continue à fonctionner, mais il doit coexister avec un nouveau modèle décentralisé dans lequel les clients sont acteurs de leur production et de leur consommation ».
Toujours dans le cadre de la COP21, il déclare que « l’électricité bas carbone est l’une des meilleures solutions pour lutter contre le réchauffement climatique ». Concernant le futur accord sur le climat, il se prononce en faveur d’un accord « qui marquera une vraie rupture ».
Au début du mois de décembre 2018, il se déclare convaincu « que l'électricité sera de plus en plus compétitive par rapport aux énergies fossiles » dans un contexte de tensions en France autour des prix des carburants.
Le 14 février 2019, la présidence de la République fait savoir qu'elle est favorable à la reconduction de Jean-Bernard Lévy à la tête d'EDF, ce qui sera confirmé par décret pris en Conseil des ministres le 22 mai 2019. C'est la première fois depuis 1980 qu'un PDG d'EDF effectuerait deux mandats à la tête de l'entreprise.
En mai 2019 alors que l’augmentation des prix de l’électricité s’invite dans le débat public, Jean-Bernard Lévy affirme qu’« il faudrait peut-être réfléchir à moins taxer l’électricité, puisqu’elle n’émet pas de dioxyde de carbone ».
En juin, il souligne que le plan « Hercule », qui doit réorganiser EDF, ne remet en cause ni l’intégration, ni l'intégrité du groupe.
En décembre 2019, à l’occasion de la présentation d’un vaste plan d’investissement d’EDF, le plan Excell, Jean-Bernard Levy assure que ce plan va permettre « de créer les conditions d'un regain de confiance dans la filière nucléaire française ».
Au printemps 2021, il réaffirme qu’EDF restera un groupe intégré et non privatisé. En juin 2021, il déplore la fermeture de la centrale de Fessenheim en 2020 et réaffirme la place de l’énergie nucléaire dans l’avenir énergétique du pays. En septembre 2021, il réaffirme la nécessité d'accélérer la transition énergétique, de l'arrêt de l’utilisation des énergies fossiles ainsi que celle d’augmenter la production d’électricité d’origine nucléaire. 
En septembre 2022, il met en cause la stratégie du gouvernement et pointe du doigt les erreurs en matière de nucléaire indiquant que sa stratégie avait été basée sur la loi réduisant la part du nucléaire dans le mix électrique à 50 %. Il explique ainsi avoir recruté des employés pour fermer douze centrales et non pour en créer. Ces propos sont tenus alors que 32 réacteurs sont à l'arrêt et qu'EDF affiche une disponibilité de son parc historiquement faible, alourdissant la crise énergétique qui touche le pays. Peu après, Emmanuel Macron condamne fermement les propos de Jean-Bernard Lévy, défendant la politique nucléaire de son gouvernement, notamment la fermeture de la centrale de Fessenheim.

### Autres

#### Différents mandats
Il siège également aux conseils d'administration de NBC Universal de 2004 à 2010, de Vinci de 2007 à 2015, de l'Institut Pasteur (de 2007 à 2016) et de la Société générale de 2009 à 2021.
De 2007 à 2009, il est président de l'Electronic Business Group (EBG).
Il est administrateur de DCNS en 2013 et 2014.
Il préside le conseil d'administration de l'institut Télécom de 2009 à 2012 puis de l'institut Mines-Télécom de 2012 à 2016.
Il est Président du Conseil français de l'énergie depuis 2018.
Il est administrateur indépendant et Président du comité de gouvernance, des nominations et du développement durable de Faurecia depuis 2021.

#### Publications
En 2008, Jean-Bernard Lévy, alors président du directoire de Vivendi, écrit la préface du livre de Julien Cusin, « Faut-il échouer pour réussir ». Il y analyse le rapport des entreprises à l’échec et à l’erreur.
Il signe en novembre 2011 en collaboration avec Xavier Niel, Stéphane Richard et Olivier Roussat une tribune dans le journal Le Monde invitant l’État français à repenser la fiscalité du numérique.
Le 21 avril 2015, il publie une tribune dans le journal Les Échos dans laquelle il défend sa stratégie pour le groupe EDF basée sur l’innovation, « nos bases scientifiques, technologiques et industrielles sont le gage de notre capacité à vivre en leader de la transition énergétique ».
En décembre 2017, il souligne l’importance de la lutte contre les « passoires thermiques » dans une tribune co-écrite avec Jacques Chanut et de Gilles Schnepp, affirmant que : « L'amélioration des performances énergétiques des bâtiments existants est un enjeu majeur de la transition énergétique ».

## Distinctions
Officier de la Légion d'honneur
 Officier de l'ordre national du Mérite

## Pour approfondir